# Colonització europea d'Amèrica

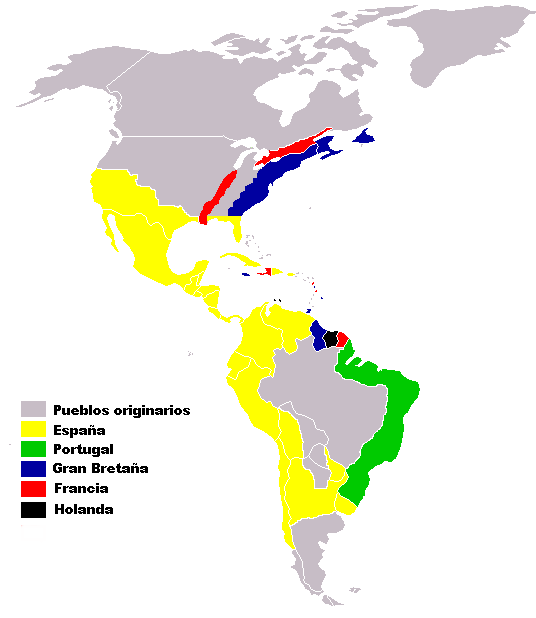
Colònies europees i pobles originaris (segles XVI–XVIII).

La colonització europea d'Amèrica va començar arran del "descobriment d'Amèrica", per Cristòfor Colom. Tanmateix no se sap amb certesa si alguns grups europeus van immigrar a Amèrica abans de la nostra era i s'ha demostrat que els vikings es van establir a Groenlàndia, i temporalment a la regió est de Nord-amèrica, en una regió que ha estat anomenada "Vinland".

## Tipus de colonitzacions

### Colonització promoguda pels estats europeus
Amb l'inici de l'edat moderna, Cristòfor Colom, el 12 d'octubre, 1492, va arribar a un nou continent en un viatge patrocinat pels Reis Catòlics amb la finalitat de trobar una nova ruta cap a la Xina i a l'Índia. En altres indrets hi trobem exploradors anglesos, com ara John Cabot, italians com Giovanni da Verrazzano, ... El descobriment de grans mines d'or va afaborir la conquesta de les civilitzacions asteca i inca a Nord i Sud-amèrica, per part dels castellans, seguida d'una colonització, principalment al que avui és Mèxic, el Carib i el nord de Sud-amèrica. La conquesta castellana va introduir una nova religió, que dominaria tota la regió: el catolicisme. L'església i els missioners es van encarregar de la cristianització i de l'educació dels amerindis, i van crear sistemes d'escriptura llatina per a transcriure el nàhuatl, quítxua i el guaraní. De notable qualitat van ser els tractats sobre la gramàtica del nàhuatl del segle xvi, probablement, els primers i més extensius tractats sobre la gramàtica de qualsevol llengua de l'època. No obstant això, el castellà es convertiria en la llengua més important de la regió. Portugal va ser el segon Estat a realitzar una colonització similar a la de la corona castellana, a la regió del Brasil. França i Anglaterra ho farien molt de temps després al Nord d'Amèrica i al Carib.

### Immigració religiosa
Altres grups de colons van arribar a Amèrica fugint de la persecució religiosa als seus països arran de la Reforma Protestant del segle xvii. La persecució severa, originalment a Anglaterra i Irlanda, va provocar la immigració massiva de diversos grups religiosos a Nord-amèrica. Algunes colònies es van crear amb el propòsit de practicar una religió en particular (com ara Pennsilvània pel quaquerisme) i altres amb completa llibertat religiosa.

### Immigració econòmica
A diferència de la colonització espanyola, la colonització anglesa i francesa de Nord-amèrica no provocaria mestissatge, ja que la població ameríndia era molt més petita que no pas a Mèxic i Sud-amèrica. Els anglesos i els francesos també van iniciar un sistema de comerç amb les tribus ameríndies (principalment al Canadà), i no una subjugació dels pobles. No obstant això, amb les malalties europees, i l'extermini dels pobles el segle xix van erradicar moltes tribus i ètnies ameríndies. Altres colons anglesos van arribar, ja que la situació obrera agrícola a Anglaterra era molt difícil, i els terratinents anglo-americans pagaven els viatges dels immigrants per a aconseguir mà d'obra.

### Immigració forçada: els esclaus i deportats
L'esclavatge sota el govern anglès va començar amb la importació d'esclaus blancs i després pel desplaçament d'amerindis del Carib, a les regions angleses. Quan la població nativa començava a decaure, es va recórrer a la importació d'esclaus de l'Àfrica, pràctica que no acabaria fins al segle xix.
Per contra, l'esclavatge sota el govern espanyol es va realitzar amb els pobles amerindis conquistats. Al començament, les condicions eren infrahumanes. A Mèxic per exemple, la població ameríndia va decaure de 18 milions a menys d'1 milió durant els primers 100 anys. Les condicions van millorar poc, però l'esclavatge seria abolit només amb la proclamació de la independència dels països sota el domini espanyol.
El Parlament d'Anglaterra fixà el 1717 com a possible pena la deportació a Amèrica, fet que ajudarà a poblar el continent, estimant-se en 30.000 les persones deportades.

## Conquesta i colonització danesa
El 1672, els danesos van fundar una colònia en l'Illa de Saint Thomas. Una segona colònia va ser fundada a l'illa de Saint-John el 1683, per bé que la Gran Bretanya va estar discutint sobre el domini danès de l'illa fins al 1718. El 1733, Dinamarca va adquirir una tercera illa, comprant l'Illa Saint Croix de França. Les illes van desenvolupar una economia pròspera basada en plantacions de canya de sucre. Per poblar les illes, i protegir-les contra pirates, els danesos van animar els colons britànics i neerlandesos, que van esdevenir els grups més importants, d'entre els no-esclaus, a les illes.
Després de la desaparició dels establiments vikings de la costa sud-oest de Groenlàndia durant el segle xiv, els inuits van continuar sent durant diversos segles l'únic poble que va viure a l'illa. Al segle xviii, el Regne de Dinamarca i Noruega, tanmateix, va fer valer els seus drets sobre el territori, malgrat el fet que no havia tingut cap notícia dels vikings que havien partit per colonitzar l'illa des de feia diversos centenars d'anys. Com que temien que haguessin recaigut en el paganisme, les autoritats daneses van organitzar una expedició missionera en 1721. Aquesta nova colònia danesa va estar centrada a Godthåb ("Bona esperança") sobre la costa del sud-oest. Una part de la població inuit que va viure prop de les colònies fou convertida al cristianisme.

## Conquesta i colonització espanyola
La Colonització de l'Amèrica del Sud fou el procés d'explotació econòmica i d'introducció de la civilització europea a Sud-amèrica. Va ser duta a terme, principalment, per portuguesos i espanyols i fou la conseqüència de l'interès per trobar una ruta marítima d'accés a les mars de l'Índia que facilités el comerç d'espècies, llavors una mercaderia molt valuosa a Europa occidental, i per trobar metalls preciosos per satisfer la necessitat de la creixent economia monetària i el comerç amb Orient. La troballa d'un nou continent per Cristòfor Colom tenia com a objectiu trobar un pas comercial cap a les Índies Orientals sense passar pel cap de Bona Esperança.
Al principi de l'edat moderna, en temps dels reis Catòlics, el regne de Castella i la Corona d'Aragó compartien la monarquia però no les institucions (Generalitat) i lleis (Corts), per aquest motiu el poblament de les noves terres quedà reservat als súbdits de la corona de Castella, com així consta en el testament d'Isabel de Castella. Aquesta exclusió dels súbdits no castellans de la monarquia fou aplicada, amb algunes excepcions, fins al segle xviii.
La corona castellana va ser la primera a afirmar el dret de possessió, d'acord amb les butlles pontifícies d'Alexandre VI (1493-94). Hernan Cortés va conquerir els imperis asteca i maia, arribà a la Florida i explorà el Mississipi i, al sud, de Guatemala fins a Panamà; Pizarro dugué a terme la conquesta de l'Imperi Inca (1532) i n'incorporà a Castella els territoris des de Xile fins a Colòmbia. Es fundaren noves ciutats com Cartagena d'Índies (1553), Quito (1534), Lima i Guayaquil (1535), Asunción (1537), Bogotà (1538), Xuquisaca (1539), Santiago de Xile (1541), Mérida de Yucatán (1542), Potosí (1545), La Paz (1548), Caracas (1562). Durant el s. XVII no hi va haver grans conquestes sinó que es consolidaren les existents, va ser aquesta l'època de la conquesta de la "Nova Catalunya" pel català Joan Orpí (1631-45).
El tractat de Tordesillas (1494) va significar el repartiment del nou món entre el regne de Castella i Portugal deixant a aquest últim la part del Brasil.

### Administració de les colònies
Els reis castellans no establiren només bases comercials sinó que des del primer moment van mostrar la voluntat de poblar aquests nous territoris. En teoria eren part de la corona amb igualtat de drets. Per tant, intervingueren en la vida dels indígenes nomenant autoritats i procurant la seva evangelització. En 1549 es va prohibir el servei personal dels Pobles indígenes d'Amèrica com a tribut, i en 1551, la seva esclavitud.
L'estructura administrativa començava a Castella, on el Consell d'Índies centralitzava tots els afers de les colònies. En territori colonial, els virreis gaudien teòricament de plens poders dins llurs territoris (virregnats de Nova Espanya, i del Perú, creats el 1534, Nova Granada, 1739, i Riu de la Plata, 1777). Les audiències complien les funcions judicials i a la vegada també algunes d'administratives. Per sota les audiències hi havia els corregidors, representants del rei a nivell local. En el govern municipal s'adoptà el model castellà del cabildo els alcaldes feien de jutges de primera instància. Carles III introduí un canvi substancial en l'estructura administrativa en crear el càrrec d'intendent, segons el model francès la seva tasca primordial era de promoure l'activitat econòmica; però gaudia, també, de facultats militars, judicials i d'administració d'hisenda.
L'Imperi espanyol i l'Imperi portuguès van ser els primers a realitzar la conquesta, i es van assentar principalment en el sud d'Amèrica del Nord, sud de michi, Amèrica Central i en l'àrea andina de Sud-amèrica (imperis Asteca i Inca, respectivament). Espanya va ser la potència que major presència colonial va imposar a Amèrica. Al Carib, va dominar sobretot Cuba, L'Espanyola, Puerto Rico, Jamaica, incloent a la península de Florida dins de les seves possessions caribenyes. Des dels assentaments antillans, va prendre possessió per la força dels grans estats existents a Amèrica en aquest moment: a Amèrica del Nord va arribar a apropiar-se de l'Imperi asteca, en l'actual Mèxic, establint-se a les seves ciutats, a més de dominar tlaxcalteques, tarascos, mixtecas i zapotecas.A partir d'aquí va controlar una gran part d'Amèrica Central, dominant a les poblacions de llengua maia, als pipiles, els niquiranos i els pobles de parla Ngabe de Veragua (Panamà). Des Panamà es va emprendre la conquesta de la zona andina d'Amèrica del Sud fins a la zona central de l'actual Xile. Alhora, a la recerca de la Serra de la Plata i les terres del Rei Blanc, es van fundar ciutats en l'estuari del Plata i sobre els marges dels rius Paraná i Paraguai, sent la més important d'elles; Assumpció.
Portugal es va apropiar de la major part de la franja costanera atlàntica de la part nord d'Amèrica del Sud, que més tard originaria l'Estat del Brasil. Anglaterra va establir tretze colònies a la franja costanera atlàntica nord-americana, a més d'algunes illes del Carib. França va ocupar l'actual Guayana francesa a Sud-amèrica (encara sota el seu domini), Louisiana en el Golf de Mèxic, algunes illes del Carib, i la regió canadenca de Quebec. Holanda va establir colònies a Amèrica del Nord (Nova Amsterdam que després seria Nova York), nord d'Amèrica del Sud (Guyana holandesa avui Surinam) i alguns assentaments en illes del Carib (Antilles Neerlandeses i Aruba).

## Conquesta i colonització portuguesa
Portugal va realitzar una ocupació costanera amb bases o factories comercials com havia fet a l'Àfrica i l'Àsia, fins que el descobriment d'or a Minas Gerais i Mato Grosso al Brasil van impulsar la penetració cap a l'interior. L'activitat inicial comercial dels portuguesos van ser el negoci de la fusta (Pal del Brasil) que va donar nom a tot el territori.
A Portugal l'estructura administrativa no era tan complexa ni centralitzada com la castellana. Al principi es va organitzar en capitanias gerais encomanades a un donatari de caràcter senyorial, però aviat la corona portuguesa es reservà el govern i nomenà governadors generals. L'administració municipal era a càrrec de camaras o consells.
Al Brasil en la part nord s'hi establí una pròspera economia de plantació basada en la ramaderia i l'agricultura. El tràfic d'esclaus també era un gran negoci. Els anomenats "bandeirantes" feien incursions per raptar indis de les missions jesuítiques del Paragüai i convertir-los en esclaus. A les darreries del segle xviii la baixada del preu del sucre va impulsar el conreu del cafè.

## Conquesta i colonització britànica
L'Imperi Britànic va començar a prendre forma a principis del segle xvii, mitjançant l'establiment per part d'Anglaterra de les Tretze Colònies a Amèrica del Nord, que van ser l'origen dels Estats Units així com de les províncies marítimes del Canadà. També es va produir la colonització de petites illes al mar Carib com Jamaica i Barbados. L'imperi britànic a Amèrica s'anava expandint gradualment mitjançant guerres i colònies. Anglaterra va aconseguir controlar Nova Amsterdam (després anomenada Nova York) després de les guerres anglo-holandeses. Les colònies americanes s'estenien cap a l'oest a la recerca de noves terres per a l'agricultura. Durant la Guerra dels Set Anys, els anglesos van vèncer els francesos i es van quedar amb Nova França, el 1760, el que convertia a Anglaterra en propietària de gairebé tota Amèrica del Nord. Les colònies productores de sucre del Carib, on l'esclavitud es va convertir en la base de l'economia, eren les colònies més importants i lucratives per a Anglaterra. Les colònies americanes produïen tabac, cotó i arròs al sud i material naval i pells d'animals al nord.

## Conquesta i colonització francesa
La colonització francesa d'Amèrica es va iniciar el segle xvi i va prosseguir fins al segle xviii. La primera colònia viable de França a Amèrica va ser la colònia de Quebec, fundada per Samuel de Champlain el 1608. França va construir el seu primer imperi colonial a Amèrica del Nord, denominat Nova França, el qual s'estenia des del golf de Sant Llorenç fins a les Muntanyes Rocoses a l'oest i fins al golf de Mèxic pel sud. Els francesos van colonitzar igualment les Antilles: Saint-Domingue, Saint Lucia i la Dominica, així com Guadalupe i Martinica. En Amèrica del Sud, els francesos van intentar establir tres colònies, de les quals només una va sobreviure fins als nostres dies: la Guaiana Francesa.

## Conquesta i colonització holandesa
El 2 de juny de 1621, la Companyia Holandesa de les Índies Occidentals va rebre el monopoli del comerç a les Índies Occidentals (el Carib) i la jurisdicció sobre el comerç d'esclaus africans, Brasil, el Carib i Amèrica del Nord. L'àrea on podria operar l'empresa va consistir en l'Àfrica occidental (entre el tròpic de Càncer i el Cap de Bona Esperança) i les Amèriques, que inclou l'Oceà Pacífic i la part oriental de Nova Guinea. El propòsit de la Companyia era eliminar la competència, especialment l'espanyola o portuguesa i es va convertir en decisiu en la colonització holandesa de les Amèriques.

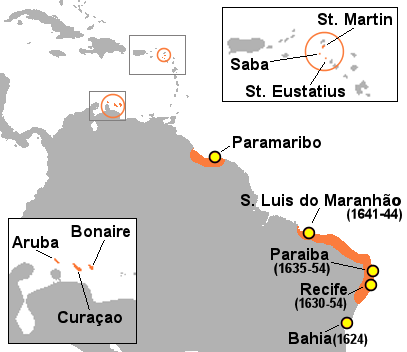
Conquestes neerlandeses a les Índies Occidentals i el Brasil

La intrusió al Brasil de les Províncies Unides començà amb els corsaris neerlandesos que van saquejar les costes de l'Estat de Bahia el 1604 i van capturar Salvador temporalment. De 1630 a 1654 els neerlandesos es van establir al nord-est i van controlar la costa més accessible des d'Europa, però sense penetrar l'interior. Els colons de la Companyia Holandesa de les Índies Occidentals al Brasil vivien en setge constant, malgrat la presència a Recife de Maurice de Nassau com a governador. La Revolta lusobrasilenya contra el domini holandès va acabar amb la pèrdua holandesa de les colònies brasileres el 1654 i els neerlandesos es van retirar formalment el 1661.

## Conseqüències socials de la colonització d'Amèrica
La metròpoli exercia el monopoli del comerç (hi havia imposts duaners tant d'entrada com de sortida) i el control sobre la immigració. L'excés d'extracció minera, sobretot en les colònies espanyoles, va empobrir i descapitalitzar Sud-amèrica. En definitiva es tractava de mantenir una economia al servei de la metròpoli sense tenir en compte els interessos dels habitants autòctons.
Pel nomenament d'alt càrrecs només se seleccionaven als peninsulars i en canvi a criolls i mestissos només els deixaven ocupar càrrecs municipals. Al Brasil els amos de les plantacions de sucre constituïen una classe culta i elegant i la resta de la població era més igualitària.
Els colons americans reclamaven llibertat de comerç amb l'estranger i aquestes demandes eren desateses per les autoritats. Gradualment es va anar formant una consciència nacional en la població que unides a la difusió de les idees de la il·lustració van desembocar en la independència.